# Botanischer Garten Zabrze

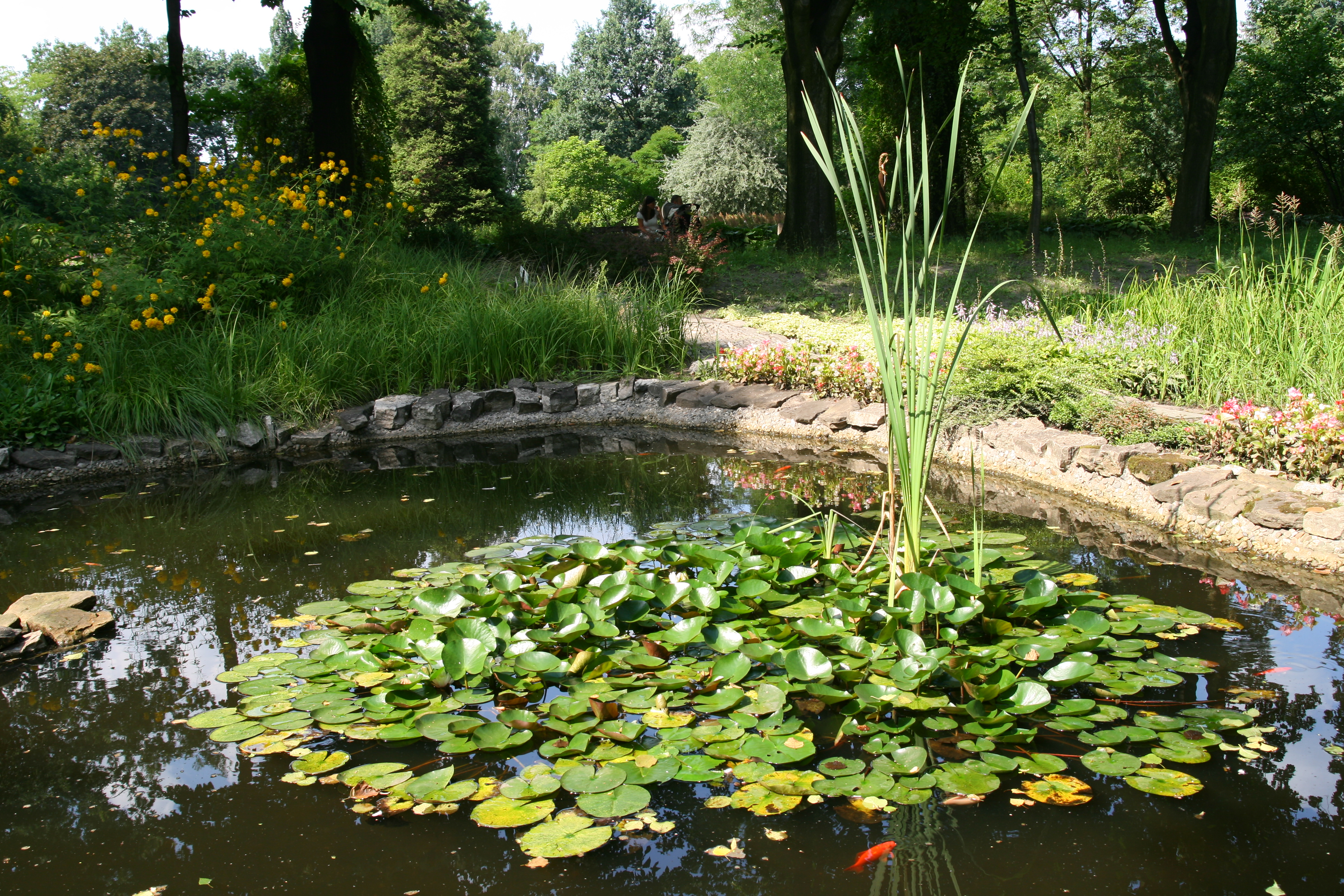
Teich

Der Städtische Botanische Garten in Zabrze (deutsch: Hindenburg OS) wurde in den 1930er Jahren angelegt und ist heute 6,5 Hektar groß. Die Anlage befindet sich an der ul. Marszałka Józefa Piłsudskiego 60. Der Botanische Garten besitzt ein Rosarium mit 2000 Rosen, ein Alpinum, Teiche und Gewächshäuser, sowie einen Park im französischen Stil und einen im englischen Stil.
Der Garten entstand auf Initiative und nach dem Entwurf des Hindenburger Gartenbauinspektors Fritz Berckling als Botanischer Zentralschulgarten und wurde im Juni 1938 eröffnet. Dieser war seit 1928 für die Stadt Hindenburg OS tätig und schuf in der neu entstehenden Stadt mehrere Parkanlagen. Die Gestaltung des Schulgartens dauerte weitere Monate an. In den Kriegsjahren wurde der Garten verwüstet und anschließend zum Anbau von Gemüse genutzt. 1953 wurde der Garten wiederhergestellt.

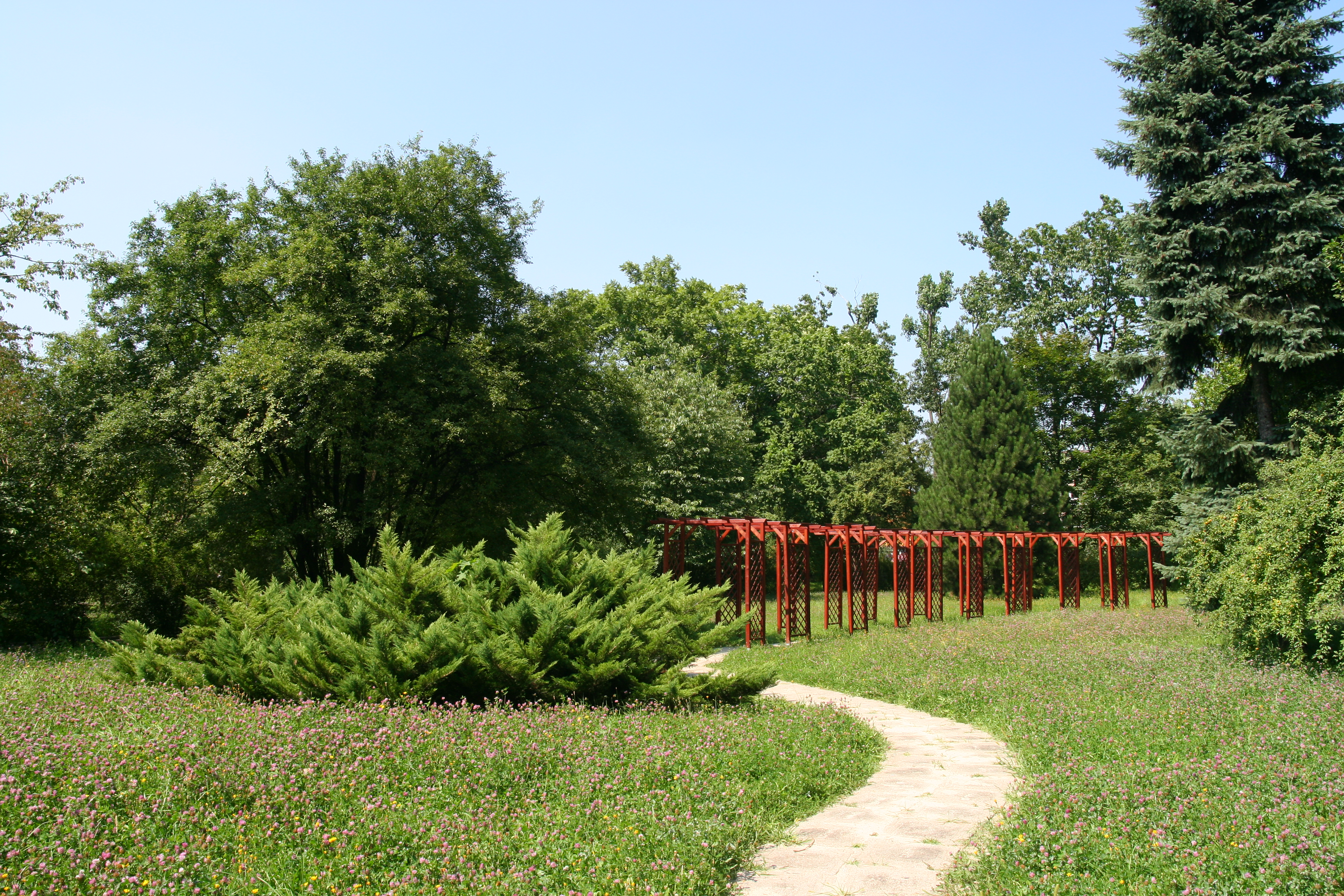
Blick auf den Botanischen Garten
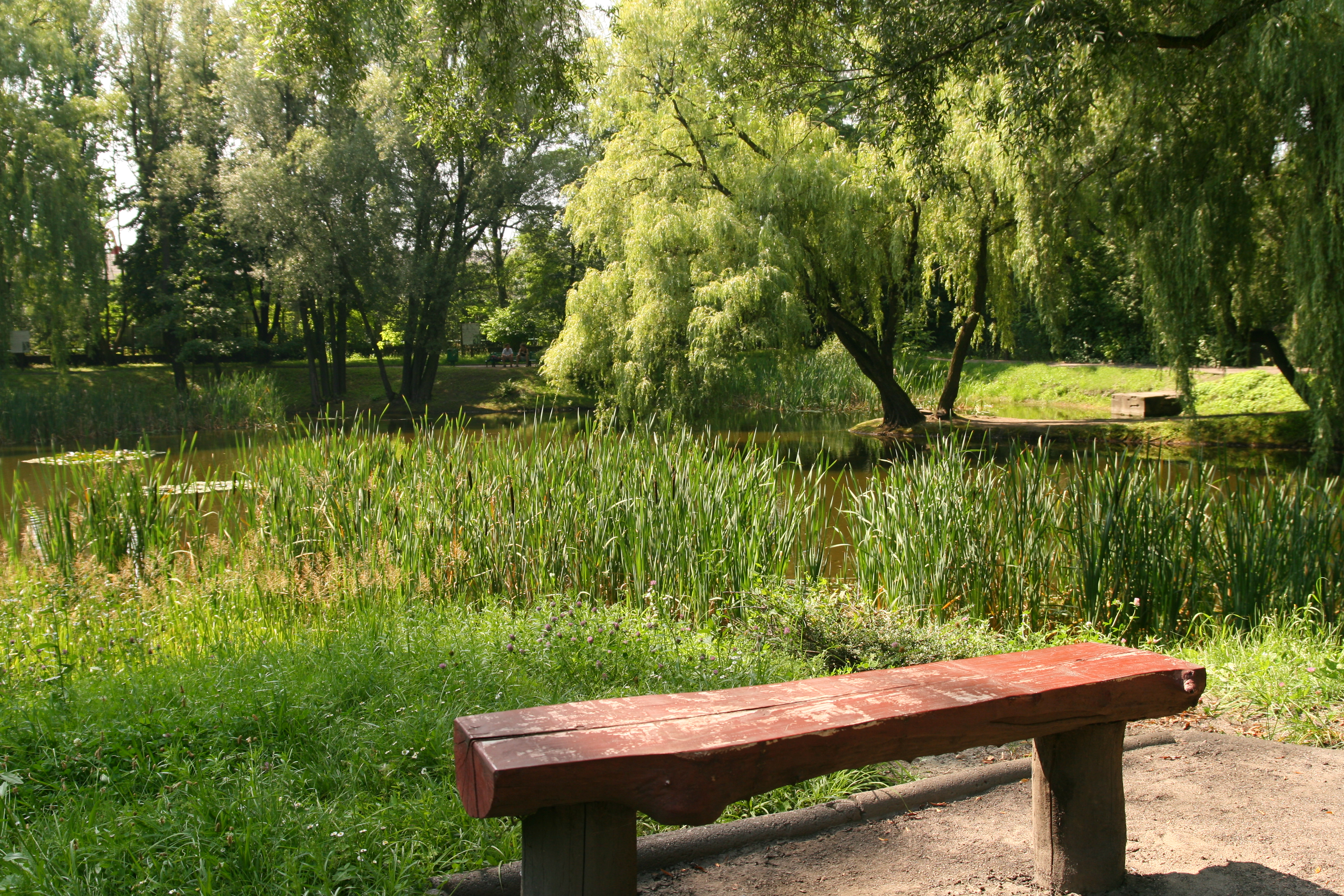
Blick auf den Botanischen Garten